# Court Tomb von Carn

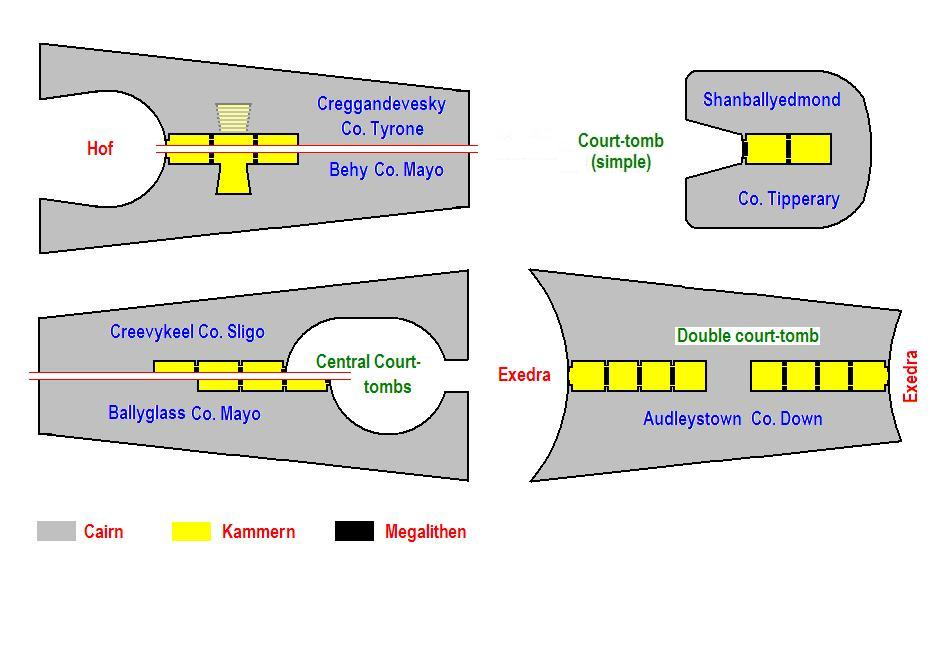
Schema der Untertypen – Carn entspricht im Umriss der Anlage oben links

Das zwischen 4000 und 2500 v. Chr. in der Jungsteinzeit errichtete Court Tomb von Carn liegt etwa 50 m nördlich einer Straße im Townland Carn (irisch Na Cairn, eines von dreien dieses Namens in Monaghan), nördlich von Newbliss im County Monaghan in Irland. Court Tombs gehören zu den megalithischen Kammergräbern (englisch chambered tombs) in Irland und Großbritannien. Sie werden mit etwa 400 Exemplaren größtenteils in Ulster im Norden der Republik Irland und in Nordirland gefunden. Der Begriff Court Tomb wurde 1960 von dem irischen Archäologen Ruaidhrí de Valera eingeführt.
Das Court Tomb hat einen etwa 35 m langen keilförmigen Cairn, der für das Townland namengebend war. Die Fassade des U-förmigen Hofes (englisch court) ist relativ gut erhalten, mit großen Orthostaten, die die Portalsteine flankieren. Der Sturz über dem Zugang liegt in der ersten der aus drei Kammern bestehenden Galerie. Ein paar Fassadensteine sind an der Vorderkante des nur noch etwa 40 cm hohen Cairns zu sehen.
Etwa 3,1 km entfernt in Nordirland lag das zerstörte Court Tomb von Carnbane.